# Liste der Flughäfen in Ghana
Ghana verfügt über folgende Flughäfen mit ICAO- bzw. IATA-Code:
| Ort              | ICAO-Code | IATA-Code | Name des Flughafens |
| ---------------- | --------- | --------- | ------------------- |
| Accra            | DGAA      | ACC       | Flughafen Accra     |
| Ho               | DGAH      |           | Flughafen Ho        |
| Kumasi           | DGSI      | KMS       | Flughafen Kumasi    |
| Navrongo         | DGLN      |           | Flughafen Navrongo  |
| Sekondi-Takoradi | DGTK      | TKD       | Flughafen Takoradi  |
| Sunyani          | DGSN      | NYI       | Flughafen Sunyani   |
| Tamale           | DGLE      | TML       | Flughafen Tamale    |
| Wa               | DGLW      |           | Flughafen Wa        |
| Yendi            | DGLY      |           | Flughafen Yendi     |